# Список населённых пунктов Перевозского района Нижегородской области
| Образование               | Населённые пункты в составе образования                                                               |
| ------------------------- | --- |
| Город Перевоз             | г. Перевоз д. Чергать                                                                                 |
| Вельдемановский сельсовет | с. Вельдеманово п. Зименки                                                                            |
| Дзержинский сельсовет     | п. имени Дзержинского д. Владимировка с. Мармыжи п. Новый Путь с. Ревезень п. Смородиха п. Шильниково |
| Дубской сельсовет         | с. Дубское с. Большие Кемары д. Малые Кемары д. Чепас                                                 |
| Ичалковский сельсовет     | с. Ичалки д. Балахна д. Козловка с. Корсаково п. Красная Горка с. Пилекшево с. Сунеево                |
| Палецкий сельсовет        | с. Палец д. Вязовка п. Гари д. Дубки п. Зеленуха д. Каменка д. Крутое д. Павловка п. Широкий          |
| Танайковский сельсовет    | с. Танайково д. Беляниха п. Борок с. Гридино д. Карташиха д. Нерослиха                                |
| Тилининский сельсовет     | с. Тилинино с. Горышкино д. Ковалево с. Шершово с. Ягодное                                            |
| Центральный сельсовет     | п. Центральный с. Выжлеи д. Заключная д. Коноплянка с. Поляна д. Селищи                               |
| Шпилевский сельсовет      | с. Шпилево д. Киселиха д. Медведково д. Орлово д. Сквозново д. Фатьянково                             |

## Источник
Населённые пункты Перевозского района